# Wien van den Brink
Windeld (Wien) van den Brink (Putten, 31 mei 1945 – aldaar, 10 januari 2010) was een Nederlandse boerenvakbondsleider en politicus. Namens de Lijst Pim Fortuyn maakte hij van 2002 tot 2006 deel uit van de Tweede Kamer der Staten-Generaal. Wieze Wien was een van de oprichters en voorzitter van de Nederlandse Vakbond Varkenshouders, was namens Gemeentebelangen Putten jarenlang actief in de gemeentepolitiek van Putten en zat namens de Partij Nieuw Gelderland in de Provinciale Staten van Gelderland.

## Loopbaan
Van den Brink groeide op in een streng gereformeerd boerengezin in de buurtschap Huinen in de gemeente Putten. Hij nam in 1972 het boerenbedrijf van zijn ouders over en breidde dit in de loop der jaren uit met varkensbedrijven in Putten en in Nieuw-Balinge in Drenthe, een melkveebedrijf in de Flevopolder en akkerland. In 1986 was hij lijsttrekker voor de lokale partij Gemeentebelangen Putten, welke een voortzetting was van een lokale afdeling van Binding Rechts, en werd hij gekozen in de gemeenteraad. Buiten zijn woonplaats werd hij halverwege de jaren negentig bekend als militante boerenleider. Uit onvrede met de belangenbehartiging voor varkenshouders door de LTO richtte hij in 1994 samen met een aantal collega's de Nederlandse Vakbond Varkenshouders (NVV) op. De vakbond timmerde aan de weg met verschillende acties. In 1995 was Van den Brink leider van het Actiecomité 100 Procent, dat zich sterk maakte voor een volledige vergoeding voor boeren in het Gelderse rivierenland die getroffen waren door overstromingen in februari 1995. De groep dreigde met wegblokkades. Aan bruggen boven snelwegen werden spandoeken gehangen en poppen die de betrokken landbouwminister Jozias van Aartsen moesten voorstellen. Na gesprekken met het comité verruimde het kabinet uiteindelijk de vergoedingen.
Inmiddels was Van den Brink in maart 1995 namens de door hem opgerichte Partij Nieuw Gelderland als enige vertegenwoordiger gekozen in de Provinciale Staten. In het najaar van 1995 haalde Van den Brink opnieuw de landelijke media met acties van de NVV tegen het mestbeleid van de overheid. In september 1995 werd hij samen met twee medewerkers gearresteerd wegens verdenking van betrokkenheid bij de diefstal van dossiers uit het Bureau Mestheffingen in Assen en pas enkele dagen later weer vrijgelaten. Later blokkeerden de boeren met tractoren en vrachtwagens belangrijke doorgangswegen in Nederland. De acties werkten averechts, de boerenorganisaties verloren de status van gesprekspartner en nieuwe wetten werden zonder hun inspraak aangenomen. In 1996 trad Van den Brink terug als statenlid, nadat er door partijgenoten kritiek was geuit op zijn veelvuldige afwezigheid en desinteresse voor de provinciale politiek. In hetzelfde jaar werd hij dankzij de steun van varkenshouders gekozen in het bestuur van LTO Nederland. In een verkiezing versloeg hij een vertegenwoordiger van de Noordbrabantse Christelijke Boerenbond. Zijn eigenzinnige en boude manier van optreden en de oppositie van de Limburgse en Brabantse bonden binnen de LTO leidden in november 1997 tot het aftreden van Van den Brink. Het feit dat hij zich telkens gekeerd had tegen een registratiesysteem van varkens in Nederland was daarbij de directe aanleiding. Bij de uitbraak van de varkenspest in 1997 bleek dat het ontbreken van een identificatiesysteem de aanpak van de epidemie bemoeilijkte.
Als leider van de NVV richtte Van den Brink zich vervolgens op plannen van de achtereenvolgende Landbouw-ministers Van Aartsen, Haijo Apotheker en Laurens Jan Brinkhorst om de varkensstapel in Nederland in te krimpen. Via de rechter trachtte de NVV de Wet herstructurering varkenshouderij onrechtmatig te verklaren. In een bodemprocedure kreeg de vakbond in januari 2000 uiteindelijk geen gelijk. Nadat Apotheker, die de boeren tegemoet wilde komen, in juni 1999 was afgetreden, trof Van den Brink in minister Brinkhorst een tegenstander die onverkort wilde vasthouden aan de herstructurering. Extra maatregelen van het kabinet om het overschot aan varkensmest terug te dringen, leidden in het najaar tot harde en persoonlijke aanvallen richting Brinkhorst. Toen Van den Brink het mestbeleid van Brinkhorst gelijkstelde aan een "etnische zuivering" en de NVV langs snelwegen honderden borden met de woorden "Brinkhorst killer 10.000 boerengezinnen" plaatste, leidde dat echter ook in de landbouwwereld tot afkeuring. Van den Brink maakte zich hiermee bovendien opnieuw tot een onmogelijke gesprekspartner voor het Ministerie van Landbouw, Natuurbeheer en Visserij.
Van den Brink stond bij de Tweede Kamerverkiezingen 1998 op plaats 11 van de Nederlandse Middenstands Partij, welke partij niet in de Kamer kwam. In januari 2002 dook hij op als mogelijke kandidaat voor Leefbaar Nederland bij de Tweede Kamerverkiezingen 2002. Nadat hij op de kandidatenlijst een lage 28e plaats toebedeeld had gekregen, besloot hij zich terug te trekken. Hij trad vervolgens toe tot de zojuist opgerichte Lijst Pim Fortuyn. Ook hier trok hij zich terug toen hij een onverkiesbare plaats kreeg op de lijst. Nadat een hoger geplaatste kandidaat in opspraak raakte, kwam hij alsnog op een 20e plaats op de kandidatenlijst, hoog genoeg om gekozen te worden. Hij legde daarop het voorzitterschap van de NVV neer en werd bij die gelegenheid benoemd tot erevoorzitter van de organisatie. Bij de Tweede Kamerverkiezingen van 2003 werd hij dankzij een zesde plek op de lijst herkozen. In de Kamer hield Van den Brink zich bezig met landbouw, natuur, platteland, voedselkwaliteit en economische zaken. Als enige van de LPF-fractie stemde hij in 2004 tegen een motie van Lousewies van der Laan (D66) waarbij om intrekking van de strafbaarstelling van godslastering werd gevraagd. Toen zijn fractiegenoten in augustus 2004 het lidmaatschap van de LPF opzegden, bleef Van den Brink lid.
Bij de Tweede Kamerverkiezingen van 2006 was Van den Brink geen kandidaat. Op 30 november 2006 nam hij afscheid van het parlement. Hij was nadat Gemeentebelangen Putten bij de gemeenteraadsverkiezingen in 2006 de grootste was geworden sinds mei 2006 wethouder en locoburgemeester in Putten in een coalitie van Gemeentebelangen met het CDA en de SGP. In maart 2007 moest Van den Brink opstappen als wethouder omdat hij illegaal bomen zou hebben gekapt. Van den Brink betaalde hiervoor een schikking van 550 euro, hetgeen de gemeenteraad als een schuldbekentenis zag. Volgens Van den Brink was de schikking goedkoper dan doorprocederen, omdat daarbij de kans op succes onzeker was en de kosten konden oplopen tot 100.000 euro. Nadat een partijgenoot had plaatsgemaakt voor hem, nam hij vanaf mei 2007 weer zitting in de gemeenteraad en was hij fractievoorzitter. Bij de gemeenteraadsverkiezingen van 2010 zou hij voor de zevende maal in successie lijsttrekker zijn van zijn partij.

## Privé
Van den Brink was sinds 1981 gehuwd. Hij was vader van twee kinderen.

## Ziekte en overlijden
In 2003 werd bij Van den Brink keelkanker geconstateerd. Daarop werd in november 2004 een operatie uitgevoerd, waarbij chirurgen de stembanden, het strottenhoofd en een deel van de slokdarm verwijderden. Het aanbrengen van een stemprothese zorgde ervoor dat Van den Brink nog verstaanbaar was. In 2009 stelden artsen vast dat hij aan longkanker leed. In januari 2010 overleed Wien van den Brink op 64-jarige leeftijd aan de gevolgen van zijn ziekte.
Na een uitvaartdienst in de Andreaskerk in Putten werd Van den Brink op zaterdag 16 januari 2010 begraven op de plaatselijke begraafplaats Schootmanshof.

## Trivia
- Van den Brink kende Volkert van der Graaf reeds voordat deze in mei 2002 Pim Fortuyn vermoordde. Als lid van de Vereniging Milieu-Offensief had Van der Graaf succesvol protest aangetekend tegen uitbreidingsplannen van de twee varkenshouderijen van Van den Brink in Putten.[8] Toen bekend werd dat Van der Graaf Fortuyn had vermoord, kenschetste Van den Brink hem als "een proleet" en "een fundamentalist".[9]
- Eind 2002 bedankte Van den Brink als lid van de NVV, nadat hij door zijn opvolger als voorzitter ervan was beschuldigd dat hij bij zijn vertrek een financiële rommel had achtergelaten.[10]